# Guatemala-Tanne
Die Guatemala-Tanne (Abies guatemalensis) ist eine Nadelbaumart aus der Gattung der Tannen (Abies). Sie kommt in Mittelamerika vor und hat damit das südlichste Verbreitungsgebiet aller Tannen.

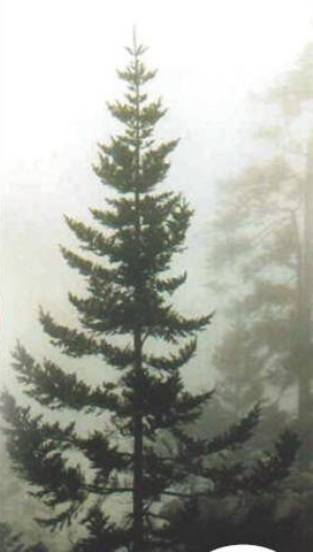
Guatemala-Tanne (Abies guatemalensis)

## Beschreibung
Die Guatemala-Tanne wächst als immergrüner Baum, der Wuchshöhen von bis zu 45 Metern und Brusthöhendurchmesser von bis zu 1 Meter erreichen kann. Die Äste gehen waagerecht vom Stamm ab. Die schwarzbraune Borke ist in Platten zerteilt. Zweige haben eine rotbraune bis schwarzrote, behaarte Rinde.
Die harzigen Knospen sind kugelig-eiförmig und werden rund 5 Millimeter lang. Die mehr oder weniger harzigen, geraden Nadeln werden 1,5 bis 5,5 Zentimeter lang und 1,2 bis 2 Millimeter breit. Sie sind an der Spitze eingekerbt. Während die Nadeloberseite dunkelgrün gefärbt ist, weist die Nadelunterseite eine blaugrüne Färbung auf. An der Nadelunterseite findet man acht bis zehn Stomatareihen. Die Nadeln stehen spiralig angeordnet an den Zweigen.
Die Blütezeit der Guatemala-Tanne erstreckt sich von Mai bis Juni. Die eiförmig-zylindrischen Zapfen werden 8 bis 12 Zentimeter lang und 4 bis 4,5 Zentimeter dick. Die Spitze der Zapfen ist spitz zulaufend oder abgeflacht. Zur Reife sind sie gelblich braun gefärbt und weisen einen violetten Farbton auf. Die hellbraunen Samen werden rund 9 Millimeter lang und besitzen einen rund 15 Millimeter langen Flügel.

## Verbreitung und Standort
Das natürliche Verbreitungsgebiet der Guatemala-Tanne erstreckt sich von Mexiko im Norden über West-Guatemala bis nach El Salvador und die Gebirge Santa Bárbaras in Honduras im Süden. In Mexiko findet man sie in den Bundesstaaten Chiapas, Colima, Guerrero, Jalisco, Michoacán, Nayarit, Oaxaca und Tamaulipas. Vorkommen existieren wahrscheinlich auch in Sinaloa. In Guatemala findet man die Art in den Verwaltungsbezirken Huehuetenango, Jalapa, Quetzaltenango, Quiché, San Marcos, Sololá und Totonicapán.
Man findet die Art vor allem in Gebirgen, in Höhenlagen von 1800 bis 4083 Metern. Die jährliche Niederschlagsmenge beträgt mehr als 1000 mm. Der pH-Wert der besiedelten Böden liegt zwischen 5,4 und 5,7.
Es werden vor allem Mischbestände mit der Mexikanischen Zypresse (Cupressus lusitanica), der Mexikanischen Weymouth-Kiefer (Pinus ayacahuite) sowie mit Pinus hartwegii gebildet.

## Systematik
Die Guatemala-Tanne wird innerhalb der Gattung der Tannen (Abies) der Sektion Grandis zugeordnet. Die Erstbeschreibung erfolgte 1939 durch Alfred Rehder in "Journal of the Arnold Arboretum" Band 20, Seite 185. Ein Synonym für die Art ist Abies tacanensis Lundell.

### Unterarten
Die Art kann in sieben Unterarten unterteilt werden, welche teilweise auch als Varietäten geführt werden:
- Abies guatemalensis subsp. guatemalensis, die Typusunterart.
- Abies guatemalensis subsp. ixtepejiensis (Silba) Silba kommt im mexikanischen Bundesstaat Oaxaca vor.[3]
- Abies guatemalensis subsp. jaliscana (Martínez) Silba kommt im westlichen Teil des mexikanischen Bundesstaats Jalisco vor. Sie wird von manchen Autoren auch als eigenständige Art angesehen: Abies jaliscana (Martínez) Mantilla, Shalisko & A.Vázquez.[3]
- Abies guatemalensis subsp. longibracteata (Debreczy & I. Rácz) Silba kommt in der Sierra Madre del Sur im mexikanischen Bundesstaat Guerrero vor.
- Abies guatemalensis subsp. rushforthii (Silba) Silba kommt auf dem Gipfel des Cerro Santa Bárbara im honduranischen Departamento Santa Bárbara vor.
- Abies guatemalensis subsp. tamaulipasensis (Silba) Silba kommt im mexikanischen Bundesstaat Tamaulipas vor.
- Abies guatemalensis subsp. zapotekensis (Debreczy, I. Rácz & G. Ramírez) Silba kommt in der Sierra de Juárez im mexikanischen Bundesstaat Oaxaca vor. Ein Synonym ist Abies zapotekensis Debreczy, I. Rácz & G. Ramírez.

## Nutzung
Obwohl die Guatemala-Tanne im Großteil ihres Verbreitungsgebietes unter Schutz steht, wird sie häufig illegal genutzt. Das Holz wird als Bau- und Feuerholz sowie zur Herstellung von Holzkohle genutzt. Vor allem zu Weihnachten werden Äste von den Bäumen geschnitten, um sie als Weihnachtsschmuck zu verwenden.

## Gefährdung und Schutz
Die Guatemala-Tanne wird in der Roten Liste der IUCN als „gefährdet“ geführt. Weiters wird die Unterart jaliscana in der Roten Liste ebenfalls als „gefährdet“ geführt. Es wird darauf hingewiesen, dass bei allen Einträgen eine erneute Überprüfung der Gefährdung nötig ist. Als Hauptgefährdungsgrund wird der Raubbau durch Einheimische, zusammen mit einer geringen Vermehrungsrate der Art genannt. Weiters stellen die von der Art besiedelten Böden gutes Ackerland dar.
Die Art wird auch im Anhang 1 des Washingtoner Artenschutzübereinkommens geführt. Ihre Nutzung ist unter anderem in Guatemala verboten.